# Coelogyne prolifera
Coelogyne prolifera är en orkidéart som beskrevs av John Lindley.
Coelogyne prolifera ingår i släktet Coelogyne och familjen orkidéer. Inga underarter finns listade i Catalogue of Life.